# Belzebub

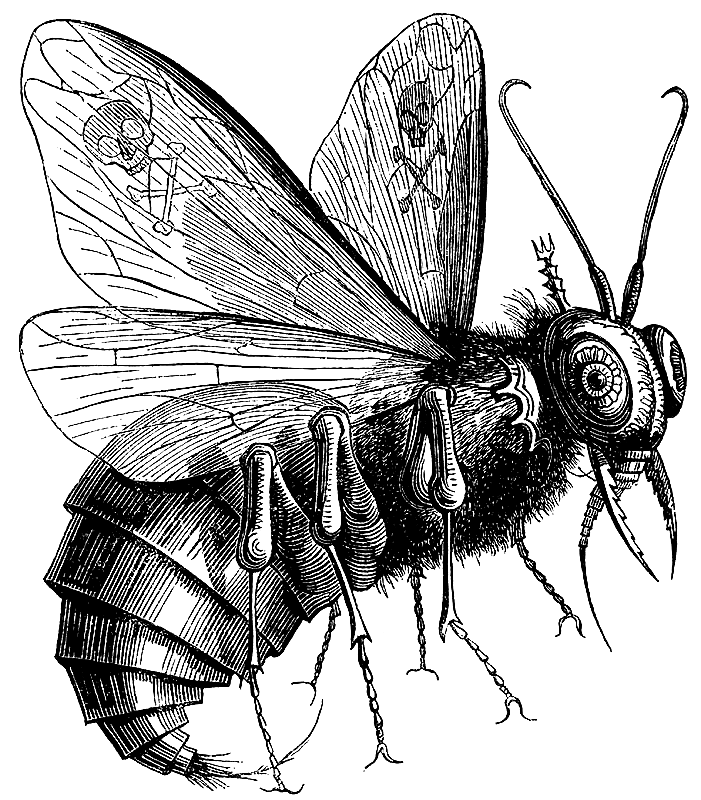
Belzebub jako mucha. Ilustracja ze Słownika wiedzy tajemnej Collina de Plancy (1863),

Belzebub (hebr. בעל זבוב *ba‘al zəvûv, arab. بعل الذباب, gr. Βεελζεβούλ – dosł.: pan much i komarów, popularnie: władca much) – semickie imię demona, wodza demonów. Pojawia się ono w Ewangelii Łukasza, w opisie sytuacji, gdy Żydzi (faryzeusze i uczeni) oskarżają Jezusa, że mocą Belzebuba, władcy złych duchów, wyrzuca złe duchy (Łk 11, 15). Bywał także nazywany karmazynowym królem bądź antychrystem. W niektórych kodeksach Nowego Testamentu pojawiają się ponadto inne greckie wersje zapisu Βεελζεβούλ, takie jak Βεζεβούλ i Βεελζεβούβ. Z tymi różnicami leksykalnymi nie wiążą się żadne nowe odcienie znaczeniowe. W celu pogodzenia tych rozbieżności leksykalnych, niektórzy egzegeci stosują zapis
Βεελζεβούλ(β), który jednak nie wydaje się ani praktyczny, ani konieczny.
Prawdopodobnie imię Belzebub pochodzi od jednego z imion boga Baala: Baal-Zebul (sem. pan podziemia lub pan podziemnych wód). Pierwotnie był kananejskim bóstwem opiekuńczym miasta Akkron (Ekron). Bóstwo to rywalizowało z kultem Boga Jahwe, dlatego też Żydzi starali się zdyskredytować Baal-Zebula (pana podziemi), przekręcając jego imię na Baal-Zevuv (pan much) lub Beel-Zebul (pan odchodów).
W późniejszej literaturze Belzebub stał się synonimem diabła. Uważany jest w okultyzmie oraz w demonologii chrześcijańskiej za strażnika bram piekielnych. Według rang piekielnych ma być „przybocznym,  generałem piekła”. Przedstawiany jako demon (w tej postaci posiada wiele wizerunków) albo mucha.
Belzebub jest dobrze poświadczony w literaturze ugaryckiej, gdzie występuje w formach zbl b’l lub zbl b’l ars jako „pan podziemia”, „książę podziemnego świata”. To znaczenie jest wyraźną analogią do chrześcijańskiej lokalizacji Belzebuba spotykanej w apokryfach (zob. np. Ewangelia Bartłomieja 11; Ewangelia Nikodema).

## W kulturze masowej
- Jest jednym z panów Otchłani w książce „Dzieje ludzkiej duszy” Johna Bunyana
- Od jednego z jego imion (Karmazynowy Król) nazwę wziął zespół King Crimson
- William Golding użył określenia władca much jako tytuł swojej powieści.
- Pojawia się w serii książek „Mroczna Wieża” oraz powieści „Bezsenność” Stephena Kinga
- Występuje w słowach utworu „Bohemian Rhapsody” zespołu Queen.
- Pojawia się w mandze 666 Satan, autorstwa Seishiego Kishimoto
- Jest czwartym z siedmiu piekielnych płomieni w mandze „Code: Breaker”
- Pojawia się jako Demon lub Persona w grach z serii „Megami Tensei”
- Jest główną postacią w anime i mandze Beelzebub, autorstwa Ryūheia Tamury
- Jest jednym z trzech władców piekieł w pierwszym tomie komiksu Sandman, autorstwa Neila Gaimana
- W filmie/musicalu Tenacious D występuje jako diabeł (Beelzeboss)
- Pojawia się też w „Dziadach” Adam Mickiewicza
- Jest Księciem Piekła w książce i serialu „Good Omens”
- Występuje w serialu „Chilling Adventures of Sabrina”
- Występuje w Vocaloid w serii „Seven Deadly Sins” jako demon nieumiarkowania
- Pojawia się jako jedna z postaci w grze Helltaker
- Pojawia się jako jeden z bohaterów w cyklu Anety Jadowskiej „Heksalogia o Wiedźmie”
- Pojawia się jako jedna z postaci w grze Obey Me!
- W grze Genshin Impact Beelzebub jest boskim imieniem bogini Ei, siostry bogini Baal
- Jest jednym z walczących o zniszczenie ludzkości bogów w mandze i anime Record of Ragnarok
- Pojawia się w grze The Binding of Isaac
- Nawiązanie w Świat Według Kiepskich odc. 195 "Galareta społeczna" postać Beaty Belzebub  polskiej skandalistki będącej gościem w TV show Kuby Rarytasa.
- Imię Belzebub pojawia się w serialu "Robin z Sherwood" w II części "Mieczy Waylanda" w scenie przywoływania na świat Lucyfera przez Morgwyn z Ravenscar graną przez Rulę Lenską.